# Jälluntofta församling
Jälluntofta församling var en församling i Västbo kontrakt, Växjö stift och Hylte kommun. Församlingen uppgick 2010 i Unnaryds församling.
Församlingskyrka var Jälluntofta kyrka.

## Administrativ historik
Församlingen har medeltida ursprung.
Församlingen var till 1995 annexförsamling till Unnaryds församling som i sitt pastorat också tidvis omfattat andra församlingar. Från 1995 var församlingen annexförsamling i pastoratet Långaryd, Unnaryd och Jälluntofta. Församlingen uppgick 2010 i Unnaryds församling.
Församlingskod var 131508.